# Берета 92
Берета 92 (на английски: Beretta 92) е серия от полуавтоматични пистолети, разработени от италианската фирма Берета. На служба е във въоръжените сили на САЩ.

## История
Създаден е през 70-те години на 20 век на основата на немския Валтер П38. Пистолета се отличава с добра надеждност и лесна употреба. С пълнител побиращ 15 патрона. Много добър дизайн и безотказно действие.

## Конструкция
От Валтер П38 заимства принципа на действие – къс ход на цевта с подвижен детайл (падащо „лостче“). Предпазителят е от типа флажков, подобен на този на Макаров. Пистолетът има добри качества – добре балансиран, мощен, сравнително надежден, износоустойчив. Работи с патрони 9х19 парабелум. Има добри балистични данни: начална скорост на куршума 396 м/с, начална енергия на куршума 584 джаула. В сравнение Макаров е с начална скорост 315 м/с, а енергия – 300 джаула.
Тежи около 1000 грама празен.

## Служба
Beretta 92F е приет на въоръжение в американската армия през 1985 г. След като печели конкурс пред претендента си SIG Sauer P226. Тогава подменя Colt 1911.

## В популярната култура
Популярността му е изградена най-вече от използването му в много екшън филми (напр. „Смъртоносно оръжие“ 1, 2, 3, 4; „Умирай трудно“ 1, 3).